# قرخ سقر
قرخ‌ سقر هي قرية في مقاطعة هشترود، إيران. عدد سكان هذه القرية هو 354 في سنة 2006.